# Штехлінзее (озеро)
Озеро Штехлін, Штехлінзее або Велике Штехлінзее (нім. Großer Stechlinsee) — озеро в землі Обергафель, Бранденбург, Німеччина . На висоті 60 м н.р.м., площа його поверхні 4,52 км². Лише в цьому озері водиться карликова риба штехлін. Дія останнього роману Теодора Фонтане «Штехлін» розгорталася в його околицях.
Штехлінзее має максимальну глибину 69,5 метрів, що робить його найглибшим озером у землі Бранденбург. Воно також є одним із найпрозоріших із видимою глибиною до 11 метрів (у середньому 6 метрів). Вода питної якості. Тут розташований Інститут прісноводної екології та внутрішнього рибальства імені Ляйбніца.
Район Штехлін досі є одним із найважливіших оліготрофних ландшафтів Центральної Європи, тому було розпочато проект LIFE для відновлення озер з чистою водою, боліт і болотистих лісів озера Штехлін.
22 березня 2012 року Глобальний фонд природи оголосив озеро Штехлін «Живим озером року 2012».

## Зовнішні посилання
- Шаблон:Lakes Germany 2004
- International Lake Environment Committee: Lake Stechlin